# 상1단활용
상1단활용(일본어: 上一段活用)이란 일본어의 구어문법 및 문어문법에서 동사 활용의 하나이다. 모든 활용어미에 오십음도의 イ단의 소리가 들어가고, 거기에 'る、れ、ろ'가 붙는 형태로 변화한다.
문어의 상1단활용은 '着(き)る'(입다), '似(に)る'(닮다), '煮(に)る'(삶다), '干(ひ)る'(마르다), '嚏(ひ)る', '見(み)る'(보다), '廻(み)る', '射 (い)る', '鋳(い)る', '沃(い)る', '居(ゐ)る', '率(ゐ)る' 등 수 십 개의 단어와 그 복합동사('顧(かへり)みる', '率(ひき)ゐる', '用(もち)ゐる' 등)밖에 없지만, 문어의 상2단활용이 구어로 상1단활용에 합류했기 때문에, 구어의 상1단활용은 단어 수가 많다.
또한, 일본 학교 문법에서는 활용 어미를 イ단의 소리가 들어가는 부분부터라고 하기 위해서 문어의 상1단활용은 '어간이 없다' 혹은 '어간과 어미의 구별이 없다'라고 설명하고 활용표에 어간은 ( )으로 쓰여진다.
언어학으로 말하자면, 상1단활용의 동사는 어간이 모음으로 끝나는 모음 어간 동사이다. 그 때문에 어간은 'る의 앞의 イ단모음으로까지 여겨져 그것 이후가어미로 여겨진다. 문어에서는 어간 모음이 모음 교체하는 상2단활용이 범용적이었던 것에 대해, 어간 모음이 모음 교체하지 않는 예외적인 수십 단의 불규칙 동사를 집계한 것이다. 이러한 말은 모두 어간이 1음절이며, 다른 1음절로 끝나는 하2단 활용이나 ラ행4단 활용과 동음이 되는 것을 피하기 위해 어간을 안정화 시킨 것이라고 생각할 수 있다. 구어에서는 2단 활용의 1단화가 일어나, 상2단활용은 상1단활용이 된 것이며, 이 변화에 의해서 일본어의 동사의 활용은 보다 간략화되었다. ら抜き言葉의 후보 중 하나이다.

## 상일단동사의 활용

### 구어
| 행   | 기본형     | 뜻       | 활용형 | 활용형 | 활용형 | 활용형 | 활용형 | 활용형 | 활용형       |
| 행   | 기본형     | 뜻       | 어간   | 미연형 | 연용형 | 종지형 | 연체형 | 가정형 | 명령형       |
| ---- | ---------- | -------- | ------ | ------ | ------ | ------ | ------ | ------ | ------------ |
| ア행 | 老(お)いる | 늙다     | 老     | -い    | -い    | -いる  | -いる  | -いれ  | -いろ・-いよ |
| ア행 | 居(い)る   | 있다     | (居)   | い     | い     | いる   | いる   | いれ   | いろ・いよ   |
| カ행 | 起(お)きる | 일어나다 | 起     | -き    | -き    | -きる  | -きる  | -きれ  | -きろ・-きよ |
| カ행 | 着(き)る   | 입다     | (着)   | き     | き     | きる   | きる   | きれ   | きろ・きよ   |
| ガ행 | 過(す)ぎる | 지나다   | 過     | -ぎ    | -ぎ    | -ぎる  | -ぎる  | -ぎれ  | -ぎろ・-ぎよ |
| ザ행 | 閉(と)じる | 닫다     | 閉     | -じ    | -じ    | -じる  | -じる  | -じれ  | -じろ・-じよ |
| タ행 | 落(お)ちる | 떨어지다 | 落     | -ち    | -ち    | -ちる  | -ちる  | -ちれ  | -ちろ・-ちよ |
| ナ행 | 煮(に)る   | 삶다     | (煮)   | に     | に     | にる   | にる   | にれ   | にろ・によ   |
| バ행 | 浴(あ)びる | 받는다   | 浴     | -び    | -び    | -びる  | -びる  | -びれ  | -びろ・-びよ |
| マ행 | 染(し)みる | 스며들다 | 染     | -み    | -み    | -みる  | -みる  | -みれ  | -みろ・-みよ |
| マ행 | 見(み)る   | 보다     | (見)   | み     | み     | みる   | みる   | みれ   | みろ・みよ   |
| ラ행 | 降(お)りる | 내리다   | 降     | -り    | -り    | -りる  | -りる  | -りれ  | -りろ・-りよ |

### 문어
| 행   | 기본형   | 뜻          | 활용형 | 활용형 | 활용형 | 활용형 | 활용형 | 활용형 | 활용형 |
| 행   | 기본형   | 뜻          | 어간   | 미연형 | 연용형 | 종지형 | 연체형 | 이연형 | 명령형 |
| ---- | -------- | ----------- | ------ | ------ | ------ | ------ | ------ | ------ | ------ |
| カ행 | 着(き)る | 입다        | (着)   | き     | き     | きる   | きる   | きれ   | きよ   |
| ナ행 | 似(に)る | 닮다        | (似)   | に     | に     | にる   | にる   | にれ   | によ   |
| ハ행 | 干(ひ)る | 마르다      | (干)   | ひ     | ひ     | ひる   | ひる   | ひれ   | ひよ   |
| マ행 | 見(み)る | 보다        | (見)   | み     | み     | みる   | みる   | みれ   | みよ   |
| ヤ행 | 射(い)る | 쏘다        | (射)   | い     | い     | いる   | いる   | いれ   | いよ   |
| ワ행 | 居(ゐ)る | 데리고 가다 | (居)   | ゐ     | ゐ     | ゐる   | ゐる   | ゐれ   | ゐよ   |

문어에서는 가정형의 대신에 이연형이 된다. 또, 'ろ'로 끝나는 명령형은 없다.

## 같이 보기
- 하1단활용
- 하2단활용
- 상2단활용